# هنری ویلکاکسن
هنری ویلکاکسن (انگلیسی: Henry Wilcoxon; ۸ سپتامبر ۱۹۰۵ – ۶ مارس ۱۹۸۴) یک هنرپیشه، و تهیه‌کننده اهل بریتانیا بود.

## مرگ
ویلکاکسن  پس از چند سال ابتلا به سرطان در لس آنجلس درگذشت. 

## فیلم‌شناسی
- سان‌ست بلوار ()
- پادوی گلف ()
- سامسون و دلیله (۱۹۴۹)
- خانم مینی‌ور (۱۹۴۲)
- بزرگترین نمایش روی زمین (۱۹۵۲)
- ده فرمان (۱۹۵۶)
- مشت (۱۹۷۸)
- سردار جنگ (۱۹۶۵)
- اریحا (فیلم ۱۹۳۷) (۱۹۳۷)
- کلئوپاترا (فیلم ۱۹۳۴) (۱۹۳۴)
- جنگ‌های صلیبی (فیلم) (۱۹۳۵)
- آن خانم همیلتون (۱۹۴۱)
- بوکانیر (فیلم ۱۹۵۸) (۱۹۵۸ تهیه‌کننده)